# Landesdirektion Sachsen

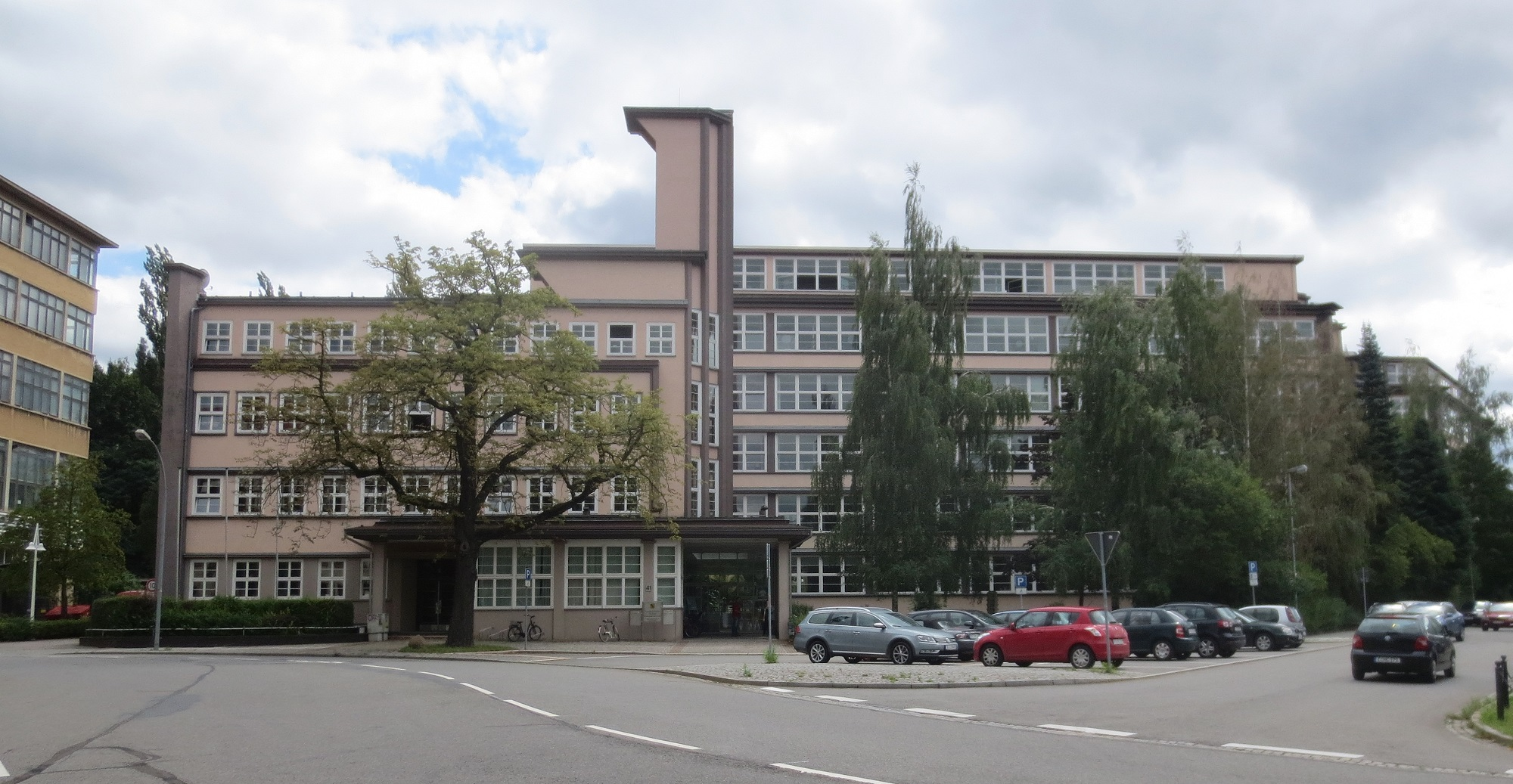
Hauptsitz der Landesdirektion im denkmalgeschützten Gebäude der ehemaligen Astrawerke, Altchemnitzer Straße 41 in Chemnitz

Als Landesdirektion Sachsen wird die unterhalb der sächsischen Ministerialebene stehende Mittelbehörde bezeichnet. Sie ist allgemeine Staatsbehörde des Freistaates Sachsen und dem Sächsischen Staatsministerium des Innern unmittelbar nachgeordnet. Nach der gesetzlichen Regelung hat sie drei Standorte in Chemnitz, Dresden und Leipzig (sog. Dienststellen), wobei die beiden letzteren in der Presse fälschlich als Außenstellen bezeichnet werden. Gemäß § 6 Abs. 1 Satz 2 Sächs. Verwaltungsorganisationsgesetz befindet sich am Standort Chemnitz der Sitz des Präsidenten; dieser Sitz ist zugleich der Hauptsitz. Außenstellen (Dienstsitze) bestehen in Bautzen, Görlitz und Zwickau.

## Entstehungsgeschichte
Die Landesdirektion Sachsen ist am 1. März 2012 aus den früheren Landesdirektionen Chemnitz, Dresden und Leipzig hervorgegangen, deren Aufgaben und Befugnisse sie weitgehend übernommen hat. Die früheren Landesdirektionen entstanden ihrerseits im Zuge der sächsischen Verwaltungsneuordnung und der Kreisreform Sachsen 2008 am 1. August 2008 als Nachfolgebehörden der früheren Regierungspräsidien.
Mit der Abschaffung der Landesdirektionen setzt sich ein bundesweit zu beobachtender Trend (nach Rheinland-Pfalz, Sachsen-Anhalt und Niedersachsen) fort, Behörden der Mittelinstanz aus Kostengründen aufzugeben und bestehende Aufgaben entweder auf die unteren Behörden der Kreis- und Stadtebene oder auf die Ministerien oder auf ihnen unmittelbar nachgeordnete, ebenso landesweit tätige Landesoberbehörden zu verlagern.

## Aufgaben und Organisation
Die Landesdirektion Sachsen nimmt Aufgaben aus mehreren Staatsministerien wahr und koordiniert die gesamte Verwaltungstätigkeit in Sachsen. Im Sinne bundesrechtlicher Vorschriften ist sie höhere Verwaltungsbehörde. Sie wird durch einen Präsidenten und 3 Vizepräsidenten für die Standorte Dresden, Chemnitz und Leipzig nach außen vertreten und ist in Abteilungen und Referate gegliedert. Sie nimmt die Aufgaben des Landesamtes zur Regelung offener Vermögensfragen und die Aufgaben der verwaltungsrechtlichen und beruflichen Rehabilitierung wahr.

### Abteilung 1: Zentrale Angelegenheiten
In der Abteilung 1 werden Angelegenheiten der Organisation, des Personals und der Aus- und Fortbildung bearbeitet, Prüfungsangelegenheiten geklärt und der Haushalt angemeldet. Zusätzlich befindet sich das Justiziariat und das Landesamt zur Regelung offener Vermögensfragen in dieser Abteilung.

### Abteilung 2: Inneres, Soziales und Gesundheit
In der Abteilung 2 befinden sich die Kommunalaufsicht, die Glücksspielaufsicht und zwei Landesämter. Weitere Referate üben die Rechtsaufsicht über festgelegte Sachgebiete aus.
Referate:
- Kommunalwesen (als obere Rechtsaufsichtsbehörde und Stelle für Disziplinarverfahren)
- Sozialförderung und Öffentliches Gesundheitswesen
- Approbationsverfahren für Ärzte, Zahnärzte und Apotheker, Alten-, Behinderten- und Jugendhilfe
- Sozial- und Gesundheitsfachberufe
- Öffentliche Sicherheit und Ordnung, Personenstandswesen, Glücksspielrecht, Geldwäschegesetz
- Veterinärwesen und Lebensmittelüberwachung
- Pharmazie, Inspektorat für die Gute Herstellung von Arzneimitteln (GMP-Inspektorat)
- Feuerwehren, Rettungsdienste
- Katastrophen- und Zivilschutz
- Landesamt für Ausbildungsförderung
- Rehabilitierung, Entschädigung
- Sächsisches Landesprüfungsamt für akademische Heilberufe

### Abteilung 3: Infrastruktur
Die Abteilung 3 beschäftigt sich mit der Förderung und der Genehmigung von Bauvorhaben sowie dem Recht auf dem Fachgebiet Bauwesen. Außerdem ist hier die 1. Vergabekammer des Freistaates Sachsen angesiedelt.
Referate:
- Verwendungsnachweisprüfung Städtebauförderung
- Regionale Wirtschaftsentwicklung und -förderung, Gleichstellung (nur Dresden)
- Planfeststellung
- Gewerbe- und Handwerksrecht, Schornsteinfegerangelegenheiten
- Raumordnung, Stadtentwicklung
- Baurecht, Denkmalschutz, Wohngeld (nur Chemnitz und Dresden)
- Luftverkehr und Binnenschifffahrt
- Landesstelle für Bautechnik
- Vergaberecht, Preisrecht, Grenzüberschreitende Zusammenarbeit
- 1. Vergabekammer des Freistaates Sachsen

### Abteilung 4: Umweltschutz
In der Abteilung 4 werden Angelegenheiten des Themengebietes Umwelt behandelt.
Referate:
- Abgaben
- Siedlungswasserwirtschaft
- Oberflächenwasser, Hochwasserschutz
- Abfall, Altlasten, Bodenschutz
- Immissionsschutz
- Naturschutz, Landschaftspflege
- Wasserrechtliche Planfeststellungsverfahren, Hochwasserschutz
- Bergbau, Bergbaufolgen, Grundwasser

### Abteilung 5: Arbeitsschutz
In der Abteilung 5 werden Regelungen erarbeitet, die die Sicherheit in Betrieben, Firmen und Behörden für Mitarbeiter gewährleisten sollen. Eine Stabsstelle begleitet die Gemeinsame Deutsche Arbeitsschutzstrategie (GDA).
Referate:
- Sozialer Arbeitsschutz, Schutz besonderer Personengruppen
- Gefahr- und Biostoffe, Gefahrgut
- Strahlenschutz, Arbeitsmedizin
- Betriebssicherheit
- Baustellen, Sprengstoff
- Technischer Verbraucherschutz

### Abteilung 6: Asyl und Ausländerrecht
Die Ausländerbehörde der Landesdirektion Sachsen sitzt in Chemnitz und behandelt alle Fragen rund um das Sachgebiet Ausländerangelegenheiten.
Referate:
- Vergabe, Vertragsmanagement, Rechnungswesen
- Ausländerwesen, Recht und Fachaufsicht
- Aufenthaltsbeendende Maßnahmen
- Zentrale Erstaufnahme und landesinterne Verteilung
- Erstaufnahmeeinrichtungen (nur Dresden)[6]

## Präsident der Landesdirektion Sachsen

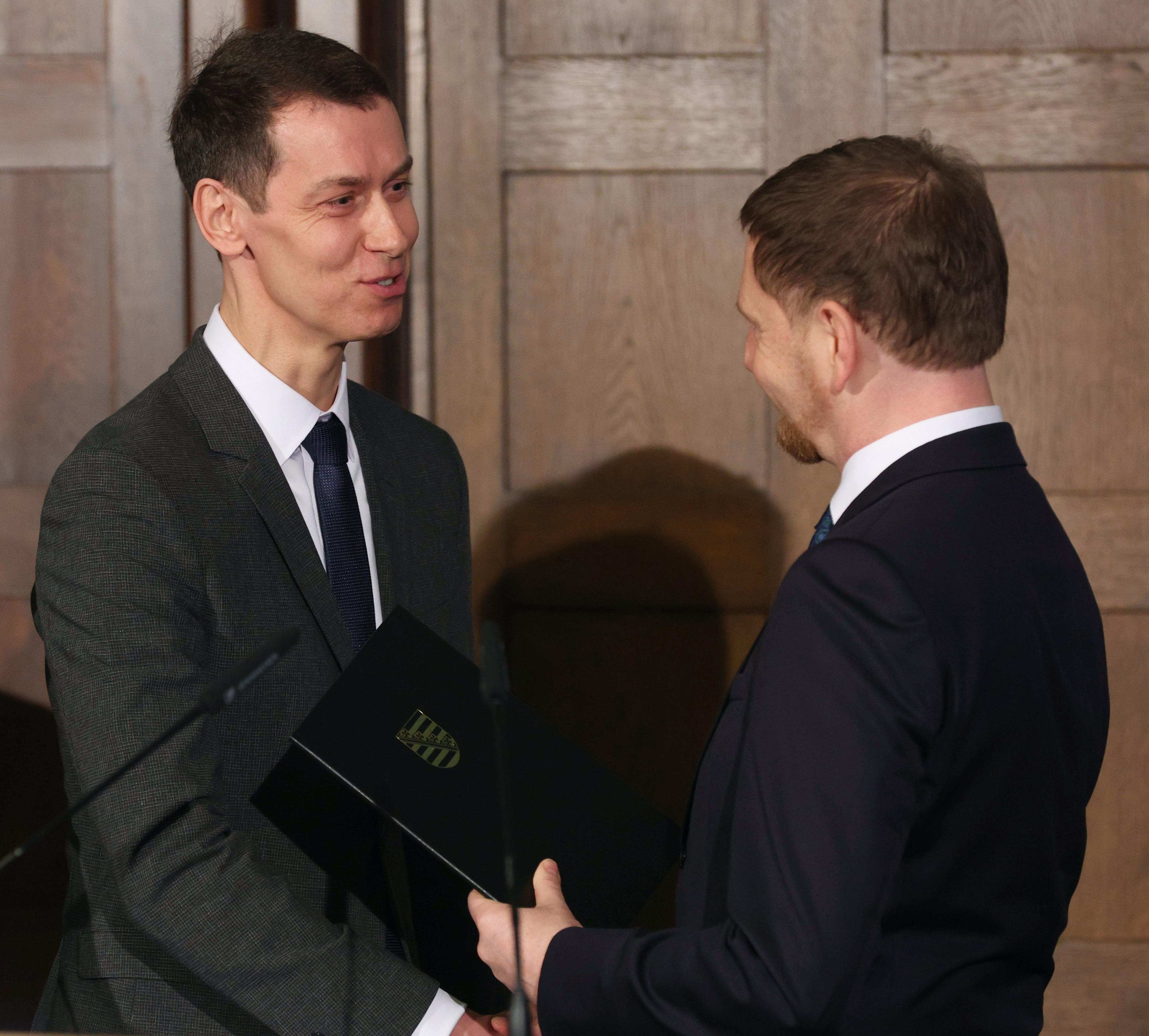
Béla Bélafi bei seiner Ernennung durch Ministerpräsident Michael Kretschmer am 19. Dezember 2024

- Dietrich Gökelmann, 1. März 2012–2. März 2020[7] (seit 1. Juni 2011 Präsident der Landesdirektion Chemnitz, sowie kommissarischer Präsident der Landesdirektionen Dresden und Leipzig[8])
- Regina Kraushaar, 2. März 2020–19. Dezember 2024
- Béla Bélafi, seit 20. Dezember 2024

## Gliederung nach ehemaligen Direktionsbezirken

Karte der sächsischen Landkreise mit ehemaligen Landesdirektionen

Zu den früheren Direktionsbezirken gehörten (in Klammern: Sitz des Landratsamts)
Direktionsbezirk Chemnitz
- Chemnitz, kreisfreie Stadt
- Erzgebirgskreis (Annaberg-Buchholz)
- Landkreis Mittelsachsen (Freiberg)
- Vogtlandkreis (Plauen)
- Landkreis Zwickau (Zwickau)

Direktionsbezirk Dresden
- Landkreis Bautzen (Bautzen)
- Dresden, kreisfreie Stadt
- Landkreis Görlitz (Görlitz)
- Landkreis Meißen (Meißen)
- Landkreis Sächsische Schweiz-Osterzgebirge (Pirna)

Direktionsbezirk Leipzig
- Leipzig, kreisfreie Stadt
- Landkreis Leipzig (Borna)
- Landkreis Nordsachsen (Torgau)